# Ángel Illarramendi
Ángel Illarramendi Larrañaga (ur. w 1958 w Zarautzie) – hiszpański kompozytor muzyki filmowej.

## Twórczość
Skomponował liczne utwory kameralne i chóralne oraz od 1984 roku siedem symfonii.

## Dyskografia
- Hector (2004)
- Stormy Weather (2003)
- Antigua, Vida Mia (2002)
- Son of the Bride (2001)
- Asesinato En Febrero (2001)
- Yoyes (2000)
- Aunque Tu No Lo Sepas (2000)
- Presence Of Mind (2000)
- Cuando vuelvas a mi lado (1999)
- Shampoo Horns (1997)